# Улица Виландес
У́лица Ви́ландес (латыш. Vīlandes iela) — улица в Риге. Находится в Северном районе Риги, в исторической части города. Начинается от улицы Элизабетес, заканчивается пересечением с улицей Валкас. В средней части пересекается с улицей Видус, с другими улицами не пересекается. Длина улицы Виландес — 358 метров.

## История
В начале XIX века здесь проходила грунтовая дорога, с одной стороны которой располагались сады рижан, с другой — территория Петербургского форштадта. Первоначально улица называлась Палисадной (или Большой Палисадной). С 1885 года носит имя лифляндского города Феллина (ныне Вильянди; латыш. Vīlandes iela, нем. Felliner Straße, рус. Феллинская улица), с 1960 по 1991 год именовалась улицей Янки Купалы.
На улице Виландес можно проследить, как в течение XX века менялся югендстиль.
Особого внимания заслуживают дома под номерами 4, 10, 14 и 16, построенные по проектам К. Пекшена.

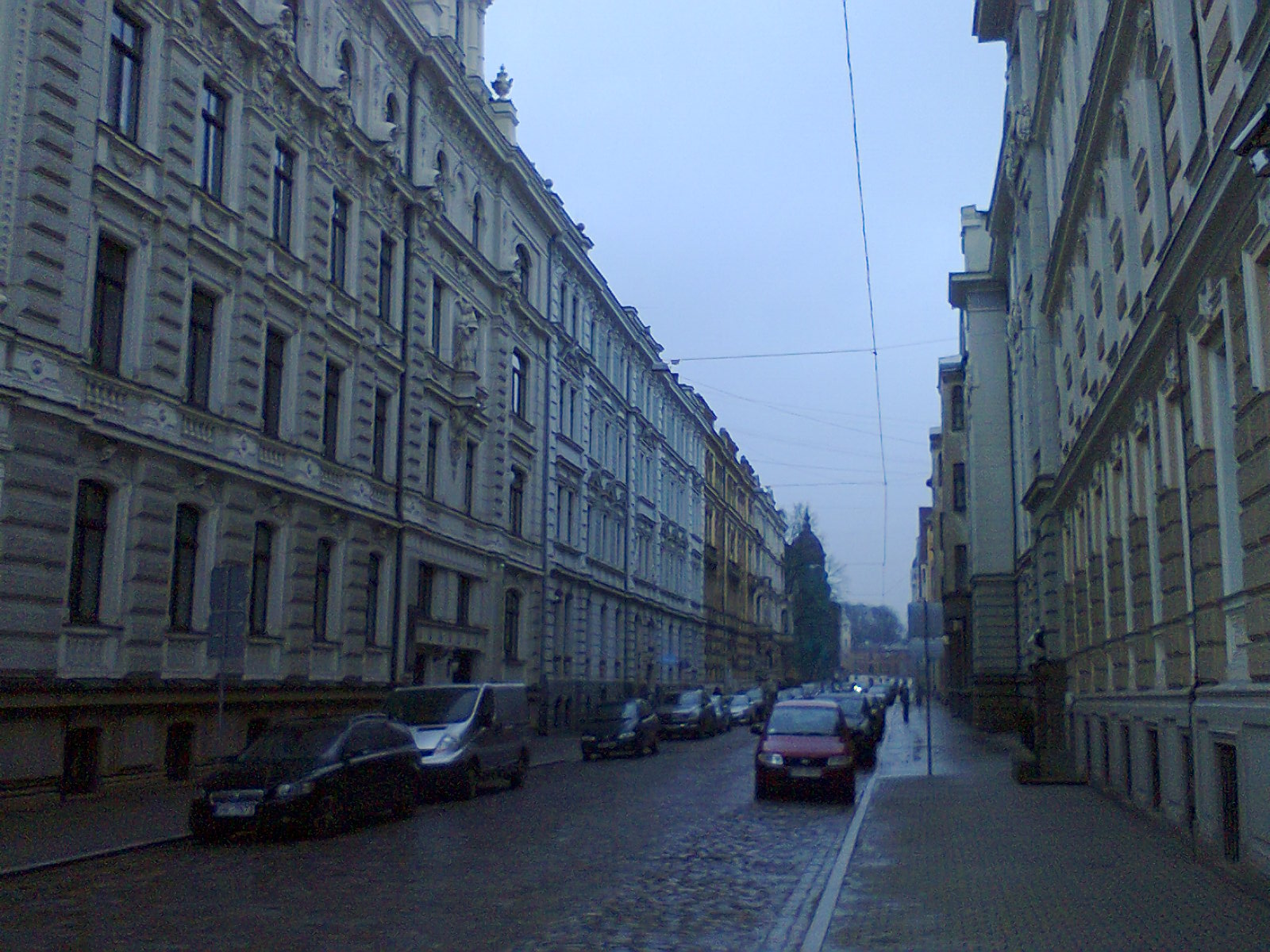

## Известные дома и жители
- д. 1 — 1898, архитектор Рудольф фон Цирквиц.  Дом после постройки имел адрес Элизабетес 9а, и получил номер Виландес 1 только после перенумерации, вероятно в 1938-1939 г.  В 1940—1944 годах в доме жил Марис Ветра, известный оперный певец и писатель.
- д. 3. Дом после постройки имел адрес Виландес 1. В нем в 1902-1908 г. жила в юношеские годы уроженка Риги Елена Сергеевна Булгакова (Нюренберг), последняя жена Михаила Булгакова[4][5]. Новый адрес Виландес 3 дом получил также в результате перенумерации.
- д. 5 — 1899, архитектор Рудольф фон Цирквиц.
- д. 8 — 1913, архитектор А. Шмелинг.
- д. 9 — баптистская церковь, 1887, архитектор Г. Шель[6].
- д. 10 — 1908, архитектор Константин Пекшенс, здание построено в стиле национального романтизма с асимметричной композицией фасада, украшенного рельефами с классическими сюжетами — танцующими девушками с гирляндами и венками из цветов. Вход в здание выполнен в форме замочной скважины.
- д. 11 — 1899—1900, архитектор Рудольф фон Цирквиц.
- д. 14 — 1910, архитектор Константин Пекшенс. В декоративном оформлении фасада здания использован мотив пчёл, символизирующий трудолюбие и усердие.